# Cihuri
Cihuri tỉnh và cộng đồng tự trị La Rioja, phía bắc Tây Ban Nha. Đô thị này có diện tích là 9,76 ki-lô-mét vuông, dân số năm 2009 là 215 người với mật độ 2,33 người/km². Đô thị này có cự ly 49 km so với Logroño.